# سیارک ۹۶
سیارک ۹۶ (به انگلیسی: 96 Aegle) نود و ششمین سیارک کشف شده‌است که در ۱۷ فوریه ۱۸۶۸ و در مارسی کشف شد.
قدر مطلق سیارک برابر ۷٫۶۷ است.